# Ove Karlsson (politiker)
Knut Ove Karlsson, född 2 december 1933 i Malungs församling, Kopparbergs län, död där 8 augusti 2008, var en svensk arbetsledare och socialdemokratisk politiker.
Karlsson var ledamot av första kammaren 1968–1970. Han var också ledamot av enkammarriksdagen 1971–1991, invald i Kopparbergs läns valkrets.